# Дом свиданий (роман Юзефовича)
«Дом свиданий» (2001) — детективный роман Леонида Юзефовича. Второй роман из трилогии о сыщике Иване Путилине. Первый вариант выходил под названием «Знак семи звёзд». Экранизирован в 2007 году.

## Сюжет
Вышедший в отставку Иван Путилин продолжает рассказывать литератору Сафронову о своих расследованиях. На сей раз речь идёт об убийстве богатого купца Якова Семёновича Куколева. В то время главный герой ещё не был начальником сыскной полиции Петербурга, а был всего лишь квартальным надзирателем Спасской части.

## История создания и публикации
В отличие от «Костюма Арлекина», первого романа цикла, сюжет «Дома свиданий» не основан на мемуарах исторического Путилина «Сорок лет среди грабителей и убийц». Юзефович выдумал его от начала и до конца. Первый вариант романа, повесть «Знак семи звёзд» был опубликован ещё в 1994 году в Перми. «Дом свиданий» вышел в 2001 году в издательстве «Вагриус». Роман был переведён на немецкий, итальянский, французский языки.

## Критика
«Дом свиданий», по мнению критиков, в большей мере, чем другие романы трилогии, приближается к образцовому детективу. Большая часть действия происходит в пределах одного доходного дома, резко очерченный круг подозреваемых, собираемые главным героем улики, каждая из которых играет свою роль. «Настоящий английский детективный сюжет», как охарактеризовал его Владимир Березин.
Елена Иваницкая обнаружила в романе цитаты из «Преступления и наказания» Фёдора Достоевского. В «Доме свиданий» цитируется эпизод из «Преступления и наказания», в котором Раскольников идёт в переулок, где живут «прынцессы»-проститутки. Именно в Спасскую часть, где служит главный герой, приходит с признанием Раскольников.